# Řecký jogurt
Řecký jogurt je jogurt, který byl cezen skrz tkaninu či papír, čímž je odstraněna syrovátka. Tím je dosaženo konzistence mezi obyčejným jogurtem a sýrem, přičemž je zachována kyselá chuť. Řecký jogurt se také vyznačuje vyšší tučností, než má běžný jogurt.
Jogurt cezený přes mušelín je tradičním jídlem ve východním Středomoří, na Blízkém východě a v jižní Asii.
V řecké kuchyni je používán především jako základ pro tzatziki a jako dezert, na jehož vrchol se dává med, višňový sirup nebo ovoce. V Řecku se jogurt tradičně vyrábí z ovčího mléka. V poslední době je však zejména v průmyslově výrobě používáno i kravské mléko.